# Raionul Berdeansk (pre-2020), Zaporijjea
Berdeansk (în ucraineană Бердянський район, transliterat: Berdeanskîi raion) este un raion în regiunea Zaporijjea, Ucraina. Reședința sa este orașul Berdeansk.

## Demografie
Componența lingvistică a raionului Berdeansk
     Ucraineană (68,52%)
     Rusă (27,75%)
     Bulgară (3,05%)
     Alte limbi (0,68%)
Conform recensământului din 2001, majoritatea populației raionului Berdeansk era vorbitoare de ucraineană (68,52%), existând în minoritate și vorbitori de rusă (27,75%) și bulgară (3,05%).